# Kerk van Hover
De Kerk van Hover (Deens: Hover Kirke) staat ongeveer 2 kilometer ten westen van het dorp Hover in gemeente Ringkøbing-Skjern, Denemarken. Het kerkgebouw werd in de 12e eeuw gebouwd en is een van de oudste stenen kerken van het land. Aan het kerkgebouw is over een periode van 800 jaar weinig veranderd en het is daarom een goed voorbeeld van de oude Deense kerkenarchitectuur.

## Geschiedenis
De Kerk van Hover werd gebouwd van gehouwen granietblokken in romaanse stijl. Het kerkschip is rechthoekig en het koor bijna vierkant. De vier rondboogramen zijn smal en hoog gelegen. De Kerk van Hover heeft geen klokkentoren. In plaats daarvan bevindt zich aan de oostelijke gevel van het gebouw een klok onder een afdak.

#### Veranderingen en toevoegingen
In 1771 raakte bij een storm de westelijke gevel van de kerk beschadigd. Een zware steunbeer ondersteunt nu een van de muren. Het voorportaal werd in circa 1500 in laatgotische stijl gebouwd aan de zuidkant van de kerk, waar ooit het portaal van de mannen was (de ingang voor de vrouwen was aan de noordzijde van de kerk). De fresco's van de kerk stammen uit de zestiende eeuw.
In 1960 werd de kerk gerestaureerd.

#### Fresco
Tijdens een restauratie in 1910 werd een fresco blootgelegd op het noordelijke deel van de triomfboog. Het fresco wordt gedateerd op 1500 en beeldt het offer van Izaäk uit. Mogelijk strekte een houtsnede uit de bijbel van Christiaan III het fresco ten voorbeeld.

## Beschrijving
Het kerkinterieur volgt de indeling van de Deense kerken. Het plafond van de kerk is vlak en een ronde koorboog scheidt het kerkschip van het koor. Het altaar is gebouwd van granieten blokken en draagt een altaarstuk uit de 17e eeuw met een kopie van het schilderij Vandringen til Emmaus (De tocht naar Emmaüs), waarvan het origineel zich in de Emmaüskerk van Frederiksberg bevindt. De preekstoel uit 1596 geeft de vier evangelisten weer: Mattheüs, Marcus, Lucas en Johannes. Het doopvont is even oud als de kerk. Het werd ooit volledig overgeschilderd, maar op enkele verfresten na werd het doopvont later, door het met zuur te wassen, weer ontdaan van de beschildering.
De kerk heeft een orgel uit 1968 van de orgelbouwfirma Frobenius met 8 register op één manuaal en pedaal.

## Cultuurcanon
Op 24 januari 2006 kondigde de Deense Minister van Cultuur, Brian Mikkelsen, de Deense cultuurcanon aan. Deze canon bevat belangrijke werken van het Deens cultureel erfgoed en werd opgesteld door commissies voor verschillende categorieën. Naast de Onze-Lieve-Vrouwekerk (Kopenhagen), het Sydney Opera House en de brug tussen Sprogø en Seeland werd ook de Kerk van Hover in de categorie van architectuur gekozen.

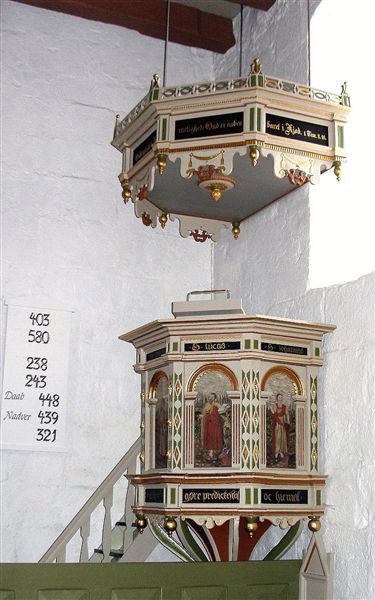
Preekstoel
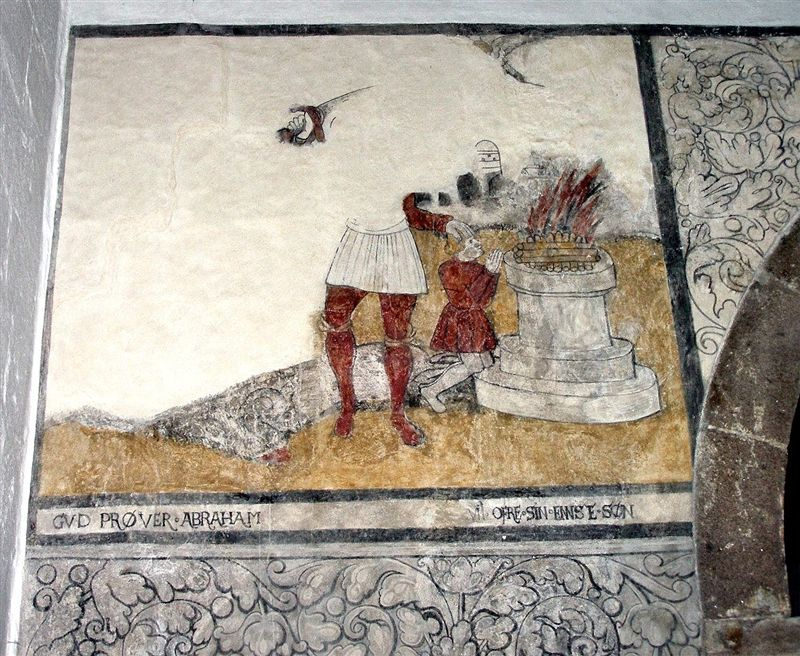
Muurfresco offer van Izaäk
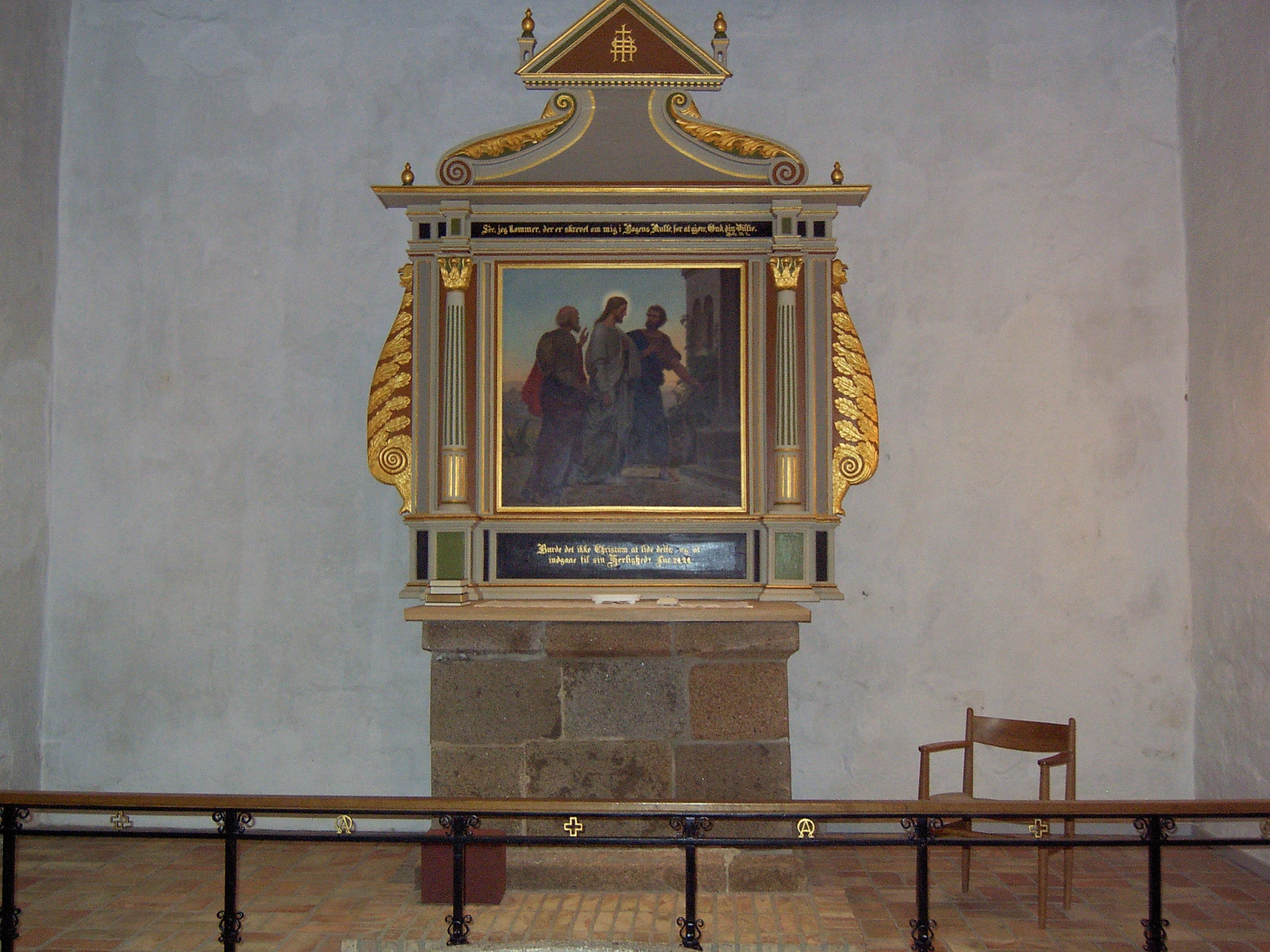
Altaar
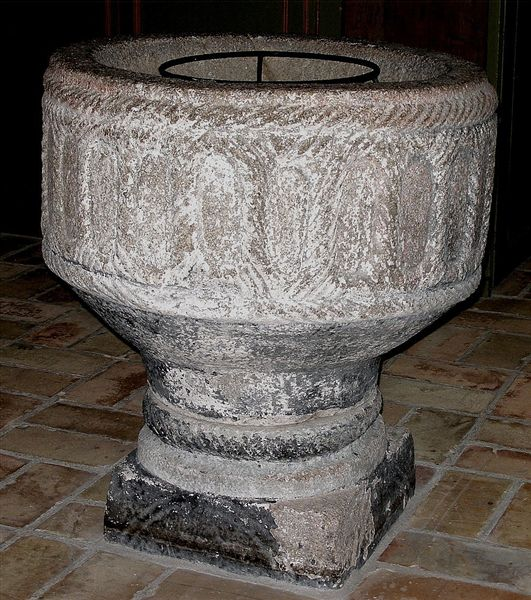
Doopvont